# Marie-Sophie Hindermann
Marie-Sophie Hindermann (Tübingen, 26 de maio de 1991) é uma ginasta alemã que compete em provas de ginástica artística. 
Marie fez parte da equipe alemã que disputou os Jogos Olímpicos de Pequim, em 2008, na China.

## Carreira
Em 2007, Marie começou sua carreira na elite nacional, participando do Campeonato Mundial de Stuttgart. Nele, a ginasta somou pontos para atingir a décima colocação por equipes, suficiente para classificar-se para os Jogos Olímpicos de Pequim. No evento, realizado no ano seguinte, classificou-se para duas finais: barras assimétricas e individual geral. No geral, Marie terminou como a 14ª colocada. Na final das barras, fora a quinta. Nessa, que foi sua primeira aparição olímpica, a atleta e sua equipe não fizeram uma boa apresentação: Marie caiu duas vezes nas barras e uma no solo, o que contribuiu para levar a equipe alemã a atingir somente a décima segunda posição, sem chances de qualificar-se para a final.
No ano posterior, competindo na etapa de Copa do Mundo de Doha, a ginasta conquistou a medalha de bronze na prova das barras assimétricas, em prova vencida por sua compatriota Anja Brinker. No evento seguinte, disputou ao lado do compatriota Helge Liebrich o Grand Prix Brno. Nele, superou a equipe anfitriã, e conquistou a medalha de ouro.
Em 2010, na Etapa da Copa do Mundo de Cottbus, Marie classificou-se para as finais do solo, barras assimétricas e trave de equilíbrio. Nos exercícios de solo, para os quais havia se qualificado na segunda posição, encerrou na sétima; na trave, conquistou a última vaga e melhorou quatro colocações; Por fim, nas barras, aparelho no qual também se classificou na 8ª posição, mostrou uma boa apresentação e conquistou sua primeira medalha do ano em competições internacionais, a de bronze, ficando atrás das canadenses Kristina Vaculik e Anysia Unick, medalhistas de ouro e prata, respectivamente.

## Principais resultados
| Ano  | Evento                                    | AA              | Equipe | Salto sobre o cavalo | Trave | Barras assimétricas | Solo |
| ---- | ----------------------------------------- | --------------- | ------ | -------------------- | ----- | ------------------- | ---- |
| 2007 | Campeonato Mundial de Ginástica Artística | 14º             | 10º    |                      |       | 5º                  |      |
| 2008 | Jogos Olímpicos                           | 55º             | 12º    |                      |       |                     |      |
| 2009 | Copa do Mundo - Doha                      |                 |        |                      |       | Medalha de bronze   |      |
| 2009 | Grand Prix Brno                           | Medalha de ouro |        |                      |       |                     |      |
| 2010 | Copa do Mundo - Cottbus                   |                 |        |                      | 4ª    | Medalha de bronze   | 7ª   |